# Данилов-Данильян, Виктор Иванович
Виктор Иванович Данилов-Данильян (род. 9 мая 1938, Москва) — российский учёный, экономист, эколог, гидролог, член-корреспондент РАН (2003). Научный руководитель института и заведующий лабораторией управления водными ресурсами отдела управления водными ресурсами Института водных проблем РАН. Специалист в области экономики природопользования, экономико-математического моделирования, теории устойчивого развития.

## Биография
В 1960 году окончил механико-математический факультет МГУ, в 1966 году защитил диссертацию на соискание учёной степени кандидата экономических наук по теме «Вопросы оптимального текущего планирования экономических комплексов», в 1973 году защитил диссертацию на соискание учёной степени доктора экономических наук по теме «Проблемы оптимального перспективного планирования народного хозяйства», в 1979 году было присвоено учёное звание профессора.
В 1964—1976 годах работал в Вычислительном центре МГУ, затем в ЦЭМИ АН СССР в должности заведующего лабораторией.
В 1976—1980 годах работал во ВНИИСИ со дня основания, зав. лабораторией.
В 1981—1990 годах — заведующий кафедрой в Академии народного хозяйства при Совете Министров СССР. По совместительству в 1978—1990 годах работал профессором на экономическом факультете МГУ.
В 1991 году назначен заместителем министра природопользования и охраны окружающей среды СССР, в ноябре 1991 — декабре 1992 года — министр экологии и природопользования РСФСР, с декабря 1992 по 1996 год — министр охраны окружающей среды и природных ресурсов Российской Федерации.
В 1996—2000 годах — председатель государственного комитета Российской Федерации по охране окружающей среды.
В декабре 1993 года был избран депутатом Государственной думы от избирательного объединения «Выбор России», был членом Комитета по экологии. Вошёл во фракцию «Выбор России», в марте 1994 года — член инициативной группы по созданию партии Демократический выбор России. 14 марта 1995 года вышел из фракции и вступил в депутатскую группу «Стабильность».
В 1994—1995 годах — заместитель председателя, член Центрального совета экологической партии «Кедр».
В 1992—1994 годах — председатель правительственной противопаводковой комиссии.
В 1993—2000 годах — председатель правительственной комиссии по Байкалу.
В 1994—2000 годах — председатель правительственной комиссии по Каспийскому морю.
В 2003—2017 годах — директор Института водных проблем РАН. По совместительству с 2004 года заведует кафедрой экологии и управления водными ресурсами экологического факультета РУДН.
В 2008 года — заведующий кафедрой отраслевого и природно-ресурсного управления факультета государственного управления МГУ. С 2007 года — главный редактор издательства «Энциклопедия».
С 2009 года — главный редактор журнала РАН «Водные ресурсы» (издаётся 6 номеров в год на русском и 7 номеров в год на английском языках).
Является лауреатом премии Правительства Российской Федерации в области науки и техники «За разработку и создание природоохранного комплекса, включающего специализированные комплекс контроля экологического состояния водной среды и судно-носитель» (1995).
Награждён благодарностью Президента Российской Федерации за заслуги в развитии отечественной науки, многолетнюю плодотворную деятельность и в связи с 300-летием со дня основания Российской академии наук (2024).
Одна из его наиболее важных прикладных работ — система платности за негативное воздействие на окружающую среду, которая с 1991 года повсеместно внедрена в России. Автор и соавтор свыше 500 научных работ, в том числе более 30 монографий и около 80 статей в рецензируемых журналах.

## Личная жизнь
Дети — сыновья Михаил, экономист Антон Данилов-Данильян (род. 1966), Игорь. Дочь Екатерина Рихтер, пианистка, доцент Московской консерватории им. П. И. Чайковского.

## Основные научные работы

### Монографии
- Модели и алгоритмы оптимального планирования (1966, в соавторстве с В. А. Волконским и В. Г. Медницким).
- Проблемы оптимального функционирования экономического комплекса (1967, в соавторстве с И. Л. Лахманом, А. А. Рубиным и др.).
- Проблемы разработки системы оптимального планирования народного хозяйства (1970, в соавторстве с Э. Ф. Барановым и М. Г. Завельским).
- Проблемы оптимального функционирования социалистической экономики (1971, в соавторстве с Н. П. Федоренко, Б. Н. Михалевским и др.).
- Автоматизированные системы планирования и управления в народном хозяйстве (1973, в соавторстве с А. И. Чухновым).
- Система оптимального перспективного планирования народного хозяйства (проблемы теории и методологии) (1975, в соавторстве с М. Г. Завельским).
- Природные ресурсы в условиях перестройки экономики СССР (1989).
- Бегство к рынку (1991).
- Проблемы экологии России (1993, в соавторстве с К. С. Лосевым, В. Г. Горшковым, К. Я. Кондратьевым и др.).
- Экология и политика (1993, в соавторстве с К. Я. Кондратьевым, В. К. Донченко и К. С. Лосевым).
- Окружающая среда: от новых технологий к новому мышлению (1994, в соавторстве с В. Г. Горшковым, К. Я. Кондратьевым и К. С. Лосевым).
- Окружающая среда между прошлым и будущим: мир и Россия (1994, в соавторстве с В. Г. Горшковым, Ю. М. Арским и К. С. Лосевым).
- Экологические проблемы на пути интеграции России и Европы (1997, в соавторстве с Ю. М. Арским).
- Экологические проблемы: что происходит, кто виноват и что делать? (1997, в соавторстве с Ю. М. Арским, М. Ч. Залихановым и др.).
- Возможна ли коэволюция природы и общества? (1998)
- Безопасность России: правовые, социально-экономические и научно-технические аспекты (1999, в соавторстве с В. И. Осиповым, Н. А. Махутовым и др.).
- Устойчивое развитие и проблемы экологической политики (1999)
- Экологический вызов и устойчивое развитие (2000, в соавторстве с К. С. Лосевым).
- Экологическая безопасность. Общие принципы и российский аспект (2001, в соавторстве с М. Ч. Залихановым и К. С. Лосевым).
- Бегство к рынку: десять лет спустя (2001).
- Стратегия и проблемы устойчивого развития России в XXI веке (2002, в соавторстве с А. Г. Гранбергом, М. М. Цикановым и др.).
- Климатические изменения: взгляд из России (2003, в соавторстве с С. Л. Авалиани, С. Н. Бобылёвым, А. А. Голубом и др.).
- Перед главным вызовом цивилизации: взгляд из России (2005, в соавторстве с К. С. Лосевым и И. Е. Рейфом).
- Потребление воды: экологический, экономический, социальный и политический аспекты (2006, в соавторстве с К. С. Лосевым).
- Обоснование стратегии управления водными ресурсами (2006, в соавторстве с В. Г. Пряжинской, А. В. Готовцевым и др).
- Экологическая безопасность. Общие принципы и российский аспект. Учебное пособие. Изд. 2-е, перераб. (2007, в соавторстве с М. Ч. Залихановым и К. С. Лосевым).
- Sustainable Development and the Limitation of Growth. London, Chichester: Springer/Praxis (2009, в соавторстве с К. С. Лосевым и И. Е. Рейфом).
- Водные ресурсы мира и перспективы водохозяйственного комплекса России (2009)
- Управление водными ресурсами. Согласование стратегий водопользования (2010, в соавторстве с И. Л. Храновичем).
- Водные ресурсы и качество вод: состояние и проблемы управления (2010, в соавторстве с В. Г. Пряжинской, Д. М. Ярошевским и др.).
- Экономические и территориальные аспекты управления водохозяйственным комплексом России (2013, в соавторстве с В. Г. Пряжинской и др.).

### Редакторская работа (основные книги)
- В. А. Барсук, Н. М. Губин. Математические методы планирования и управления в хозяйстве связи (1966, редактор).
- Математика и кибернетика в экономике. Словарь-справочник (1975, редактор; соредакторы Н. П. Федоренко и др.).
- Проблемы композиционного планирования (1980, редактор).
- Методология комплексного исследования социально-экономических систем (1980, редактор; соредактор С. С. Шаталин).
- Проблемы композиционного планирования. Часть 2 (1980, редактор).
- Экономика США в будущем (1982, вступительная статья и общая редакция).
- Р. Акофф. Планирование будущего корпорации (1985, предисловие и общая редакция).
- Развитие структур производства и управления в отраслях народного хозяйства. Сборник статей (1985, редактор).
- Р. Фостер. Обновление производства: атакующие выигрывают (1987, вступительная статья и общая редакция).
- Вопросы эффективного использования ресурсного потенциала народного хозяйства (1988, редактор).
- С. Синк. Управление производительностью: планирование, измерение и оценка, контроль и повышение (1989, вступительная статья и общая редакция).
- Ш. Тацуно. Технополис: технологии XXI века (1989, вступительная статья и общая редакция).
- Окружающая природная среда России: краткий обзор (1995, главный редактор).
- Америка и устойчивое развитие (1996, редактор, автор послесловия).
- Экология, охрана природы и экологическая безопасность (1997, редактор).
- Формирование экономического механизма природопользования в Республике Татарстан (1997, главный редактор).
- Экологическая культура и образование: опыт России и Югославии (1998, редактор; соредакторы С. Н. Глазачев, Д. Ж. Маркович).
- Экономическая и финансовая политика в сфере охраны окружающей среды (1999, главный редактор).
- Экологический энциклопедический словарь (1999, председатель редакционного совета).
- Экологическая культура и образование: опыт России и Беларуси (2000, редактор; соредакторы С. Н. Глазачев, И. И. Мазур, В. Ф. Логинов).
- Россия в окружающем мире. Аналитический ежегодник (2001, редактор; соредакторы Н. Н. Марфенин, С. А. Степанов).
- Экологический энциклопедический словарь (2002, председатель редакционного совета).
- Экономико-математический энциклопедический словарь (2003, главный редактор, автор более 100 статей).
- Стокгольм, Рио, Йоханнесбург: вехи кризиса (2004, редактор).
- Новая российская энциклопедия (главный редактор, 19 томов в 36 книгах).
- Экологическая энциклопедия. В 6 томах (2008—2013, главный редактор).
- Реки и озёра мира. Энциклопедия (2012, главный редактор).